# 购物街
《购物街》（旧称：《谁是最聪明的消费者》，原为《幸运52》2005年的“3.15”特别节目）是曾在中央电视台财经频道播出的互动综艺节目，节目自2005年3月28日起试播，2006年8月正式开播。为美国CBS的《The Price Is Right》的中国版节目。
节目包含有小心炸弹、高了低了、价格拼图、七个钢镚等多种玩法。
因频道改版，该节目于2011年1月30日起停播并置换为《购时尚》，2015年10月31日播出最后一期之后《购时尚》停播。2025年1月11日起《购物街》再次复播并更名为《央央好物嗨购派》。